# 척 피니
찰스 프란시스 척 피니(Charles Francis Chuck Feeney, 1931년 4월 23일~2023년 10월 9일)는 아일랜드계 미국인 사업가이자 박애주의자이며 세계에서 가장 큰 개인 재단 중 하나 인 아트란타 박애재단 (The Atlantic Philanthropies)의 설립자이다. 척 피니는 1931년 미국 뉴저지에서 태어난 경건한 기독교 신자다. 그는 면세점 개념의 개척자로서 자신이 만든 DFS 그룹(Duty Free  Shoppers Group)의 공동 설립자로서 재산을 만들었다. 피니 (Feeney)는 비즈니스 분쟁으로 1997년 자신의 정체성이 드러날 때까지 수년 동안 은밀히 재산을 기부했다.  그의 생애 동안 피니는 80억 달러 이상을 기부하였다.
피니(Feeney)는 1만4000원짜리 시계를 차고 다니고 부인과 샌프란시스코의 임대아파트에 살면서 자동차와 집을 소유하지 않고 이코노미 클래스로 비행하는 등 검약으로 유명하다.

## 생활
척 피니는 미국 뉴저지의 허름한 집에서 태어났다. 고작 10살에 크리스마스 카드를 판매했고 대학생 때에는 샌드위치 장사를 했다. 또 20살에 시작한 면세점 사업에 성공해 40대에 억만장자 반열에 올랐다. 입이 쩍' 자산 9조원 부자의 하루 평균 용돈은 겨우]</ref>
그가 이렇게 검소하고 남을 돕는 생활을 하게 된 것은 이유가 있다. 대공황 시절에 아일랜드 노동자 부모 슬하에서 태어난 그는 어려서부터 가난하지만 서로 돕는 공동체 의식을 배웠으며 이는 봉사활동을 열심히 하던 그의 부모의 영향이 컸다.
“두 발에는 한컬레 신발 밖에 신을 수 없다. 수의에는 주머니가 없다. 천국에서는 돈이 필요 없다”라는 말이 그의 좌우명이다.

## 비디오 클립
- 57-min Biography presented by The Atlantic Philanthropies
- 4-min Chuck Feeney on Giving While Living presented by The Atlantic Philanthropies